# George Hill Mathewson Lawrence
George Hill Mathewson Lawrence ( 1910 - 1978 ) fue un botánico, y horticultor estadounidense.

## Honores
- Director fundador de la Biblioteca Botánica Hunt
- Miembro de la Comisión Internacional de Nomenclatura de Plantas Cultivadas, entre 1955 a 1958

- La abreviatura «G.H.M.Lawr.» se emplea para indicar a George Hill Mathewson Lawrence como autoridad en la descripción y clasificación científica de los vegetales.[1]